# 斯旺克里克鎮區 (密歇根州)
斯旺克里克鎮區（英語：Swan Creek Township）是位於美國密歇根州薩吉諾縣的一個行政鎮區。

## 地方資料
斯旺克里克鎮區的面積為61.20平方千米，當中陸地面積為60.00平方千米，而水域面積為1.20平方千米。根據2020年美國人口普查的數據，當地共有人口2456人，而人口密度為每平方千米40.13人。